# Espenta Armaiti
Espenta Armaiti (em avéstico: 𐬯𐬞𐬆𐬧𐬙𐬀 𐬁𐬭𐬨𐬀𐬌𐬙𐬌; romaniz.: spəṇta ārmaiti, lit. "Devoção Sagrada"), no zoroastrismo, é uma das Amexa Espenta, as sete manifestações divinas da Sabedoria e Aúra-Masda. Enquanto fontes mais antigas apresentam as Amexa Espentas mais como entidades abstratas, em fontes posteriores Espenta Armaiti é personificada como uma divindade feminina com conotações de harmonia e devoção.

## Nome
Espenta Armaiti é conhecido em línguas iranianas posteriores como Espandarmade (em persa médio) e Isfandarmade (em persa moderno). Às vezes, Armaiti é pareado com outra divindade zoroastrista, Zam ('terra'), outro ser associado à Terra, formando assim um composto Zam-Armaiti ou Zam-Armatai.

## Papel cúltico
Assim como todos os outros membros do Hepetade, Armaiti compartilha um vínculo íntimo com Aúra-Masda. Ela é associada à terra e a literatura sagrada descreve seu papel como uma personagem da Mãe Natureza. Assim, está ligada à fertilidade e aos fazendeiros.[a][b] Ela também é associada aos mortos e ao submundo.

## Legado religioso
No calendário zoroastrista, é associada ao décimo segundo mês, Espandarmade (em persa: سپندارمذ; romaniz.: Spendārmad), e ao quinto dia do mês. O quinto dia do décimo segundo mês é, portanto, seu dia sagrado, Sepandarmasgã. Sepandarmasgã é um antigo festival para celebrar o amor eterno. Os amantes iranianos dão presentes um ao outro neste dia.

## Paralelos
A erudição afirma que Armaiti é equivalente a uma entidade riguevédico chamada Aramati. Na mitologia armênia, seu nome aparece como Sandaramete (em armênio/arménio: Սանդարամետ; romaniz.: Sandaramet).